# Tijeras
Tijeras és una població dels Estats Units a l'estat de Nou Mèxic. Segons el cens del 2000 tenia 474 habitants.

## Demografia
Segons el cens del 2000, Tijeras tenia 474 habitants, 191 habitatges, i 131 famílies. La densitat de població era de 215,3 habitants per km².
Dels 191 habitatges en un 33,5% hi vivien nens de menys de 18 anys, en un 52,9% hi vivien parelles casades, en un 10,5% dones solteres, i en un 31,4% no eren unitats familiars. En el 24,6% dels habitatges hi vivien persones soles el 9,4% de les quals corresponia a persones de 65 anys o més que vivien soles. El nombre mitjà de persones vivint en cada habitatge era de 2,48 i el nombre mitjà de persones que vivien en cada família era de 3,02.
Per edats la població es repartia de la següent manera: un 26,8% tenia menys de 18 anys, un 7,2% entre 18 i 24, un 28,5% entre 25 i 44, un 27,2% de 45 a 60 i un 10,3% 65 anys o més.
L'edat mediana era de 39 anys. Per cada 100 dones de 18 o més anys hi havia 111,6 homes.
La renda mediana per habitatge era de 34.167 $ i la renda mediana per família de 46.250 $. Els homes tenien una renda mediana de 31.750 $ mentre que les dones 25.179 $. La renda per capita de la població era de 18.836 $. Aproximadament el 9,6% de les famílies i el 9,5% de la població estaven per davall del llindar de pobresa.

## Poblacions més properes
El següent diagrama mostra les poblacions més properes.